# Тамбовка (Нижнегорский район)
Тамбо́вка (до 1948 года Бешкуртка́-Ваку́ф; укр. Тамбовка, крымскотат. Beş Qurtqa, Беш Къурткъа) — село в Нижнегорском районе Республики Крым, входит в состав Ивановского сельского поселения (согласно административно-территориальному делению Украины — Ивановского сельского совета Автономной Республики Крым).

## Население
| 2001 | 2014 |
| ---- | ---- |
| 852  | ↘719 |

Всеукраинская перепись 2001 года показала следующее распределение по носителям языка
| Язык             | Процент |
| ---------------- | ------- |
| русский          | 72.77   |
| крымскотатарский | 21.83   |
| украинский       | 5.4     |

### Динамика численности
| - 1900 год — 231 чел. - 1915 год — 310/29 чел. - 1926 год — 378 чел. - 1989 год — 774 чел. | - 2001 год — 852 чел. - 2009 год — 767 чел. - 2014 год — 719 чел. |

## Современное состояние
На 2017 год в Тамбовке числится 9 улиц; на 2009 год, по данным сельсовета, село занимало площадь 154,2 гектара на которой, в 257 дворах, проживало 767 человек.

## География
Тамбовка — село в центре района, в степном Крыму, на правом берегу Биюк-Карасу, высота центра села над уровнем моря — 38 м. Ближайшие сёла: на другом берегу реки Ивановка на запад и Заречье на юго-запад. Расстояние до райцентра — около 10 километров (по шоссе), там же ближайшая железнодорожная станция — Нижнегорская (на линии Джанкой — Феодосия). Транспортное сообщение осуществляется по региональной автодороге 35Н-360 Ивановка — Тарасовка (по украинской классификации — С-0-10904).

## История
В районе современной Тамбовки издавна существовало поселение Бешкуртка, состоявшее из нескольких частей (кесек), не имевших закреплённых названий, потому в различных документах разных лет, (за исключением Камерального Описания Крыма… 1784 года, где записана одна Беш Куртка Кучук Карасовского кадылык Карасъбазарскаго каймаканства) фигурируют различные деревни с приставкой Бешкуртка, причём некоторые варианты упоминаются по одному разу. После присоединения Крыма к России (8) 19 апреля 1783 года, (8) 19 февраля 1784 года, именным указом Екатерины II сенату, на территории бывшего Крымского Ханства была образована Таврическая область и деревня была приписана к Левкопольскому, а после ликвидации в 1787 году Левкопольского — к Феодосийскому уезду Таврической области. После Павловских реформ, с 1796 по 1802 год, входила в Акмечетский уезд Новороссийской губернии. По новому административному делению, после создания 8 (20) октября 1802 года Таврической губернии, Бешкуртки находились на территории Урускоджинской волости Феодосийского уезда.
В Ведомости о числе селении, названиях оных, в них дворов… состоящих в Феодосийском уезде от 14 октября 1805 года присутствует одна деревня — Джага Беш куртка, а на карте генерал-майора Мухина 1817 года — просто Бешкуртка (с 45 дворами вместе со второй, которая явно Аталык-Эли-Бешкуртка) на месте Тамбовки. И на карте 1836 года в деревне Бешкуртка, (на месте Тамбовки) 22 двора, как и на карте 1842 года. На трёхверстовой карте Шуберта 1865 года деревня на месте Тамбовки обозначена просто Бешкуртка, на карте, с исправлениями 1876 года, подписана одна Ново-Ивановка с 24 дворами.
Впервые именно Вакуф-Бешкуртка, в составе Бешкуртка-Ивановского сельского общества Андреевской волости Феодосийского уезда, встречается в «…Памятной книжке Таврической губернии на 1900 год», согласно которой в деревне числился 231 житель в 35 дворах. По Статистическому справочнику Таврической губернии. Ч.II-я. Статистический очерк, выпуск пятый Феодосийский уезд, 1915 год, в селе Бешкуртка (вакуф) Андреевской волости Феодосийского уезда числилось 66 дворов (все дворы безземельные) с татарским населением в количестве 310 человек приписных жителей и 29 — «посторонних», из которых 224 мужчины и 115 женщин. Жители землёй не владели, в хозяйствах имелось 102 лошади, 8 волов, 35 коров и 50 голов мелкого скота.
После установления в Крыму Советской власти, по постановлению Крымревкома № 206 «Об изменении административных границ» от 8 января 1921 года была упразднена волостная система и село вошло в состав Ичкинского района Феодосийского уезда, а в 1922 году уезды получили название округов. 11 октября 1923 года, согласно постановлению ВЦИК, в административное деление Крымской АССР были внесены изменения, в результате которых округа были отменены, Ичкинский район упразднили, включив в состав Феодосийского в состав которого включили и село. Согласно Списку населённых пунктов Крымской АССР по Всесоюзной переписи 17 декабря 1926 года, в селе Бешкуртка (вакуф), Желябовского сельсовета (в котором село состояло до создания Ивановского) Феодосийского района, числился 81 двор, из них 78 крестьянских, население составляло 378 человек, из них 333 татарина, 25 русских, 14 цыган, 3 еврея, 3 украинца, действовала татарская школа I ступени (пятилетка). Постановлением ВЦИК «О реорганизации сети районов Крымской АССР» от 30 октября 1930 года был создан Сейтлерский район (по другим сведениям 15 сентября 1931 года) и село передали в его состав. В период коллективизации в селе был организован колхоз «Инклаб» (с крымскотатарского — «Интернационал»), позже переименованный в «Тархан», а затем — в колхоз «ІІІ пятилетка».
В 1944 году, после освобождения Крыма от фашистов, согласно Постановлению ГКО № 5859 от 11 мая 1944 года, 18 мая крымские татары были депортированы в Среднюю Азию. 12 августа 1944 года было принято постановление № ГОКО-6372с «О переселении колхозников в районы Крыма» и в сентябре 1944 года в район приехали первые новоселы (320 семей) из Тамбовской области, а в начале 1950-х годов последовала вторая волна переселенцев из различных областей Украины. С 25 июня 1946 года Бешкуртка-Вакуф в составе Крымской области РСФСР. Указом Президиума Верховного Совета РСФСР от 18 мая 1948 года, Бешкуртку-Вакуф переименовали в Тамбовку. В 1950 году, слиянием колхозов «Восход» (село Ивановка), «ІІІ пятилетка» и «Путь Ленина» (село Заречье) образован колхоз имени В. И. Ленина. 26 апреля 1954 года Крымская область была передана из состава РСФСР в состав УССР. До 1977 года Тамбовка входила в состав Желябовского сельсовета, с 1977 — в состав Ивановского. По данным переписи 1989 года в селе проживало 774 человека. С 12 февраля 1991 года село в восстановленной Крымской АССР, 26 февраля 1992 года переименованной в Автономную Республику Крым. С 21 марта 2014 года в составе Крыма аннексирована Россией.